# Szociális fóbia
A szociális fóbia (más néven társas fóbia; szociális szorongásos zavar) egy olyan pszichiátriai betegség, mely során a páciens tartós és irracionális félelmet, szorongást érez társas helyzetekben vagy nyilvános szereplés alatt.

## Leírás
A szociális fóbiában szenvedő egyén emberek között nagyon bizonytalannak érzi magát, retteg attól, hogy kínos helyzetbe fog kerülni. Úgy érzi, hogy mindenki őt figyeli, és minden reakciója jól észrevehető. Pedig a valóságban csak ritkán láthatóak a tünetek: arca elvörösödik, szívverése felgyorsul, remeg, izzad, szédül, izmai megfeszülnek, a szája kiszárad, hideg vagy meleg hőhullámok érik. Egyéb tünet lehet továbbá beszédnehézség, émelygés, gyomorpanaszok megjelenése. A beteg fantáziájában eltorzítja az egész helyzetet, és jellemzően úgy gondolja, csakis ő kerülhet ilyen kínos szituációba, és ezeket a gyötrelmeket egyedül ő éli át. Mindennapjai pszichésen kimerítik, főleg ha emberek között kell lennie (pl.: munkahelyen, hivatalos helyiségekben).
Legtöbbször a nyilvános beszédtől és a közös étkezéstől való iszony formájában jelentkezik. Ezeken kívül is számos specifikus megnyilvánulása létezik, például a betegnek félelmet okoz a nyilvános szereplés, a nyilvános mosdó használata, a bemutatkozás, a telefonálás, az elpirulás, az izzadás, a megszólítás, a másokkal történő beszélgetés, látogatók fogadása, a mások általi megítélés, mások előtti írás, a felelés, a vizsgázás. A szorongás mértéke kiterjedhet az orvossal való találkozásra is, így nehezítve a kezelést.
Az egészséges viszolygásoktól a már komolyabb problémát a mérték különbözteti meg, hogy az egyén mennyire gondolja valótlanul túlzónak a helyzetek kínosságát, milyen mértékben húzódik vissza, és mi mindent tesz meg a számára kellemetlennek tartott szituációk elkerülése érdekében.

## Kialakulás
A korábban neurózisnak tartott betegséget bár eleinte ritkának vélték, viszonylag gyakori előfordulású (az emberek átlagosan 10 százalékát érinti életük során, kisebb vagy komolyabb formában). A kutatások azt mutatják, hogy a szociális fóbia kialakulása serdülőknél a legvalószínűbb, a páciensek 95 százalékánál jelent meg húszéves kor előtt. A felnőttek körülbelül 4 százaléka szenved tőle, ekkor már inkább a betegség körülírt formája jelentkezik. A szociális fóbia nőkre kis mértékben jobban jellemző, mint férfiakra.
Keletkezésének okai egyelőre nem ismertek, de vizsgálatok alapján megállapították, hogy a szociális fóbia öröklődhet, vagy kialakulhat hosszú hónapokig, akár évig tartó időszak alatt is. Ritkábban egy trauma, tragikus esemény hatására jelenik meg. Összefoglalóan valamilyen pszichés fejlődési zavar áll mögötte, ami miatt az önkép sérült.
Ha a kialakult szociális fóbiát nem kezelik, az nemcsak tartóssá válik, de további betegségek megjelenésének esélyét is fokozza: legnagyobb valószínűséggel újabb, egyszerű fóbia jelenik meg, agorafóbia, generalizált szorongás szindróma, kényszerbetegség, alkoholizmus vagy akár major depresszió is. A tünetektől való szorongás pedig ördögi kört indít meg: maga a szimptómák megjelenésének lehetősége is a félelem tárgyává válhat. A kezelést nem könnyíti meg az sem, hogy jellemzően a betegek igyekeznek sokáig titkolni, milyen problémával is küzdenek.

## Felosztás
A szociális fóbia a fóbia egyik alcsoportját képezi, azok közül is a leggyakoribban előfordulónak számít.
A betegséget többféleképpen szokták részekre osztani. Megjelenését tekintve két formáját különítik el. Az egyik az úgynevezett generalizált szociális fóbia, ami minden emberekkel kapcsolatos helyzetet magába foglal. A körülírt szociális fóbia ezzel szemben csak egyes szituációkra korlátozódik.
A terápia szempontjából elválasztják egymástól, hogy az egyén szociális félelemmel küzd, vagy specifikus szociális készségek hiánya áll fenn nála.

## Kezelés
A gyógyításban két módszer tűnik hatékonynak: a gyógyszeres kezelés és a kognitív viselkedésterápia alkalmazása.
Enyhébb esetekben a páciensek béta-blokkoló szereket kapnak, komolyabb problémáknál szelektív MAO-bénító antidepresszánsokat és szelektív szerotonin-visszavételt gátló gyógyszereket.
A kognitív viselkedésterápia expozíciós technikát alkalmaz, mely a félelemkioltás módszerével fokozatosan hozzászoktatja a beteget az egyre nagyobb szorongást keltő szituációk megszokásához, kezeléséhez. Először csak bemutatják a helyzetet a páciensnek, majd folyamatos bátorítás és visszajelzés közepette különböző taktikákat tanítanak neki, melyek segítségével legyőzheti a félelmeit.
A szociális fóbia kezelésére ideális közeg a csoport-pszichoterápia, mivel akkor az egyén egy megértő környezetben néz szembe betegségével.
A szociális készségek hiányát gyakorlással és viselkedéses módszerek (például szerepjátékok) alkalmazásával igyekszik a terapeuta fejleszteni.

## Lásd még
- Megfélemlítés